# Baedeker (azienda)
Baedeker è una casa editrice tedesca specializzata in guide turistiche. 

## Storia

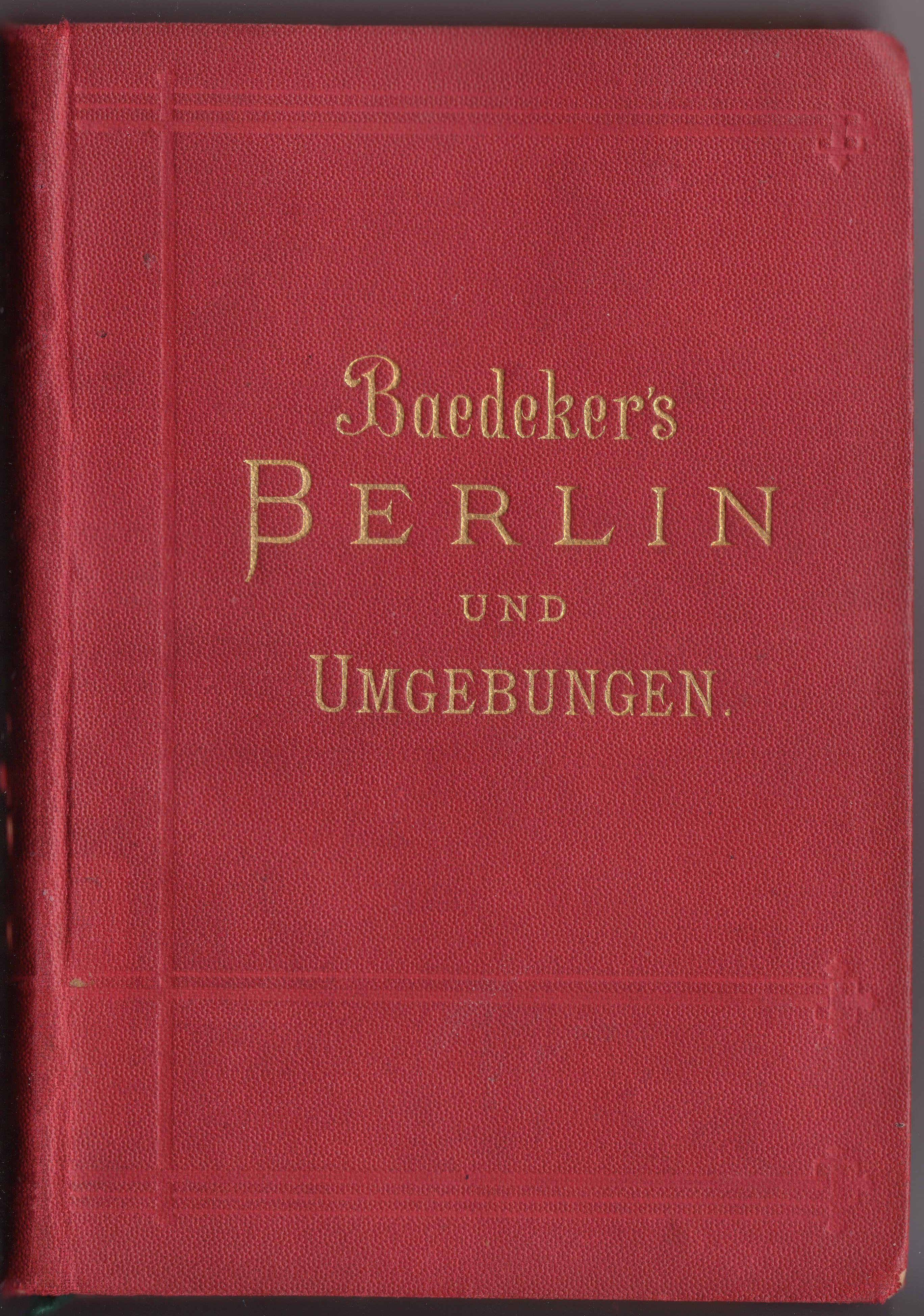
Guida della Baedeker del 1900

La Baedeker venne inaugurata da Karl Baedeker (1801-1859) durante la prima metà dell'Ottocento. Dal 1827 la Baedeker iniziò a pubblicare delle guide turistiche che le faranno guadagnare un'ottima reputazione in tutta Europa: assunse tale e tanta fama e credibilità che, nel libretto dell'operetta La vie parisienne, l'umorista A. P. Herbert scrisse:
 Tra le innovazioni delle guide Baedeker vi fu il sistema a stelle per indicare attrazioni di particolare interesse.
I figli Ernst (1833–61), Karl (1837–1911) e Fritz (1844–1925) ampliarono ulteriormente l'attività. Quest'ultimo, inoltre, la spostò nel 1872 a Lipsia, ma questa fu chiusa nel 1959 e trasferita a Friburgo. Le guide comparse fino ad oggi della casa editrice Baedeker sono diventate nel frattempo proprietà del gruppo editoriale MairDumontin Ostfildern, sito a Stoccarda.

## Nella cultura
Della guida se ne fa citazione nel terzo capitolo del Trionfo della Morte di Gabriele D'Annunzio a proposito dell'uscita fuori porta che stanno organizzando i due protagonisti Giorgio e Ippolita.
Al capitolo undicesimo del romanzo "Controcorrente" di Huysmans, il protagonista des Esseintes si interessa ai "dettagli laconici e precisi" della guida, soffermandosi su una pagina del Baedeker che descriveva i musei di Londra.
La guida è inoltre citata ne I sotterranei del Vaticano di André Gide. 
Nel giallo "Appointment with death" scritto da Agatha Christie ( in italiano intitolato La domatrice), Lady Westholme, Membro del Parlamento, afferma di controllare le informazioni fornitele dalla  sua guida nell'escursione a  Petra,  sul suo Baedeker. Cit.pag  105 I ed. I Classici del Giallo 9.9.1975